# Aeneatores
Die Aeneatores waren die Militärmusiker des römischen Heeres. Zu ihnen gehörten die tubicines (Tubabläser), die cornicines (Hornbläser) und die bucinatores (Trompeter). Sie waren für die Übermittlung von Befehlen zuständig.
Belegt ist der Begriff etwa bei Frontinus (1. Jahrhundert) oder bei Ammianus Marcellinus (4. Jahrhundert). Inschriftlich ist bisher nur ein Beleg bekannt.
Davon zu unterscheiden sind die zivilen Collegia aeneatorum.